# 몽산화상 육도보설
몽산화상 육도보설(蒙山和尙 六道普說)은 부산광역시 수영구 광안동, 황련사에 있는 책이다.
2017년 5월 24일 부산광역시의 유형문화재 제178호로 지정되었다가, 2017년 6월 7일 문화재 지정번호가 제179호로 정정되었다.

## 지정 사유
부산 수영구 황련사 소장 '몽산화상육도보설'은 1539년(중종 34) 경상도 안동 하가산(下柯山) 광흥사(廣興寺)에서 간행된 13자본계의 목판본이다. '몽산화상육도보설'은 고려 말 이후 현재까지 한국불교사에 지대한 영향을 끼쳐온 몽산덕이(蒙山德異)의 저서라는 점에서 의미가 크다. 간행시기가 임진왜란 이전으로 현존하는 전래본이 많지 않고 보존상태도 양호하다. 따라서 한국불교사 연구 및 서지학적 가치가 높은 자료이므로 부산시 유형문화재로 지정하여 보존할 가치가 높다고 생각된다.

## 참고 자료
- 몽산화상 육도보설 - 국가유산청 국가유산포털